# أريغارون مختزل
أريغارون مختزل (الاسم العلمي: Erigeron reductus) هو نوع من النباتات يتبع جنس الأريغارون من الفصيلة النجمية.